# Giovanni Filippo Gallarati Scotti
Pour les articles homonymes, voir Scotti.
Giovanni Filippo Gallarati Scotti (né le 25 février 1747 à Milan, alors capitale du duché de Milan et mort le 6 octobre 1819 près d'Orvieto) est un cardinal italien du XIXe siècle.

## Biographie
Giovanni Filippo Gallarati Scotti est nommé inquisiteur à Méalte du 5 juillet 1785 au 7 août 1792, archevêque titulaire de Sidé (de) en 1792 et est consacré le 17 mars 1793 par Luigi Valenti Gonzaga avec comme co-consécrateurs Carlo Crivelli et Antonio Felice Zondadari. Il est envoyé comme nonce apostolique dans le grand-duché de Toscane (en) et la république de Venise de 1795 à 1797 ; ce fut donc le dernier nonce apostolique à Venise, la république de Venise ayant été annexée à la République cisalpine en 1797 par volonté de Bonaparte.
Le pape Pie VII le crée cardinal lors du consistoire du 23 février 1801. Le cardinal Gallarati est préfet de l'économie de la Congrégation pour la Propaganda Fide en 1817.

## Succession apostolique
Giovanni Filippo Gallarati Scotti a ordonné les évêques suivants :
- Cardinal Carlo Oppizzoni (1802)
- Évêque Filippo Ganucci (1802)
- Évêque Pellegrino Maria Carletti (1802)
- Évêque Filippo Ghighi (it) (1802)
- Évêque Domenico Buttaoni (it) (1806)
- Évêque Pietro Fazzi (1806)
- Évêque Giuseppe Gaetano Incontri (it) (1806)
- Archevêque Carlo Zen (it) (1816)
- Évêque Giacomo Ranghiasci (1816)